# 佐々木ののか
佐々木 ののか（ささき ののか、1990年〈平成2年〉5月23日 - ）は、日本の文筆家。「家族と性愛」を主なテーマに掲げ、エッセイや取材記事をウェブメディアなどで執筆活動を行っている他、動画制作、映画や演劇のアフタートークへの登壇、アパレルの制作などの活動も行っている。

## 経歴
北海道音更町で誕生する。北海道帯広柏葉高等学校、筑波大学国際総合学類を卒業後、2014年（平成26年）に服飾雑貨メーカーへ就職するが、翌2015年（平成27年）に退社し、フリーランスの文筆家として活動を始める。
2016年（平成28年）より、天真爛漫なキャラクターが定着するようになる。それまで家族の在り方や性愛について興味を抱いていたこともあり、2017年（平成29年）からは「家族と性愛」を主なテーマに掲げ、エッセイや取材記事をウェブメディアなどに執筆している。翌2018年（平成30年）、自身の幼少期から当時までの内容を、配信サイトのnoteに投稿した『五体満足なのに不自由な身体』が話題となる。
既存の形式にとらわれない新たな関係を築く人々への取材を重ねた末に、2020年（令和2年）、法律婚ではなく独自の契約を交わした夫婦、同性パートナーシップ制度で家族を目指す女性2人など、多様な愛と家族の姿を著した初の著書『愛と家族を探して』を刊行し、話題を呼ぶ。
2021年（令和3年）、7年間生活した東京を去り、北海道へ帰郷する。子供の頃からの憧れであった東京から、憎悪にも似た感情を抱いていた地元への帰郷は不本意だったというが、それを機に、生活に大きな変化が生まれて、自分や過去と向き合えるようになる。担当編集者からの勧めもあって2022年（令和4年）に刊行した『自分を愛するということ〈あるいは幸福について〉』には、1冊目では消化しきれなかった、友人との絶縁、恋人との破綻、離婚などの想いが綴られている。音更町在住（2022年5月時点）。

## 評価
漫画家の永田カビは、自身の作風に悩んでいたときに、noteに投稿された『五体満足なのに不自由な身体』を読み、エッセイとしての読み応えや優れた言語化に感嘆して、「ここ数年読んだ文章でダントツ面白かった」と自著『現実逃避してたらボロボロになった話』で語っており、エッセイ漫画家として開花するきっかけとなったと述べている。
フリーランスのライターである五十嵐大は『愛と家族を探して』について、「家族と性愛」に挑む覚悟が理解でき、「普通でない」といわれる人々が、多様性が謳われるようになった時代では「普通でない」といわれる権利がないと考えさせられ、「自分の中にある凝り固まった価値観が崩れ落ちていく音が聞こえた」と語っている。

## 著作
- 『愛と家族を探して』亜紀書房、2020年7月。ISBN 978-4-7505-1646-2。
- 『自分を愛するということ〈あるいは幸福について〉』亜紀書房、2022年4月。ISBN 978-4-7505-1734-6。